# 김성욱 (신학자)
김성욱(金聖旭, 1965년~)은 대한민국의 신학자이며 웨스트민스터신학대학원대학교에서 역사신학을 가르치는 교수이다. 그는 서구 현대신학의 중요한 분수령인『리츨(Albrecht Ritschl)의 신학적 고민-신학에서의 가치판단』을 비롯하여 60여 편의 논문들을 발표하여 하이델베르크학파 신학에 토대한 개혁신학적 교회사학자로 평가 받는다. 현재 아가페열방선교회 이사장이다.

## 학력
- 서울대학교 종교학과 졸업
- 합동신학대학원대학교 (M.Div.)
- 독일 뮌스터 대학교 신학박사(역사신학)
- (현) 웨스트민스터신학대학원대학교 역사신학 교수

## 경력
- 한국복음주의역사신학회 임원
- 한국장로교신학회 편집위원
- 한국개혁신학회 임원
- 웨스트민스터신학대학원 기획처장, 교무처장, 실천처장, 도서관장
- 아가페열방선교회 이사장

## 교육과 신학
김석준 목사의 막내 아들로 태어난 그는 서울대학교에서 종교와 철학을 공부한 후에 합동신학대학원대학교에서 신학수업을 하였다. 독일에 유학하고 있는 그의 3명의 형들과 함께 뮌스터 대학교에서 저명한 칼뱅학자 빌헬름 H. 노이저 박사에게『기독교 본질(Das Wesen des Christentums)』을 비판하는 연구로 신학박사를 취득하였다. 추구하는 역사신학은 개혁신학과 성경신학을 기초로 하며, 조직신학적인 틀 위에서 교회의 역사를 탐색하고 고난과 핍박 속에서 하나님의 섭리를 강조하여 교회와 성도의 삶에 적용하는 총체적인 신학이다.
그의 교회사적 방법으로 교리사와 근현대교회의 역사와 신학에 관하여 관심을 가지고 연구하며, 교회를 세워가는 실제적인 공부로서 메시아 연구, 성경해석사, 구속사와 세속사 등을 연구하고 전체적으로 개혁신학에 기초한 신학적인 방법론으로 신학을 전개한다. 한국복음주의역사신학회 임원이며 아가페열방선교회 이사장이다.

## 저서 및 공저
- 리츨(Albrecht Ritschl)의 고민- 신학에서의 가치판단 -
- 헨델의 메시아- 신학과 설교와 음악의 만남
- 그리워지는 목회자들
- 영적거장들의 설교

## 같이 보기
- 김석준 (목사)
- 한국개혁신학회
- 한국장로교신학회
- 한국복음주의신학회
- 한국복음주의역사신학회
- 한국의 신학자 목록